# Цуцора
Цуцора (на румънски: Ţuţora) е село в окръг Яш, Румъния. Тук през 1620 г. става битката при Цецора.